# Stanley Thompson (golfbaanarchitect)
Stanley Thompson (Toronto, 18 september 1893 - 4 januari 1953) was een Canadees golfer en golfbaanarchitect.

## Biografie
In 1893 werd Thompson geboren in Toronto en studeerde af op de Malvern Collegiate Institute. Vervolgens verbleef hij een jaar lang op de Ontario Agricultural College (nu de Universiteit van Guelph). Tijdens de Eerste Wereldoorlog diende hij voor het Canadese leger in Europa. Na de oorlog bezocht hij verscheidene golfbanen in de Britse eilanden. Wanneer hij terugkeerde naar Canada, werd hij een voltijds golfbaanarchitect en een zakenman, in 1923. In de jaren 1920 was er een snelle opkomst van de golfsport in Canada.
Van 1912 tot en met 1952 ontwierp hij verschillende golfbanen, voornamelijk in zijn geboorteland. Hij startte met een zaak en werd grotendeels meegeholpen door George Cumming, die lid was van de Toronto Golf Club en ook in het begin van de 20ste eeuw golfbanen ontwierp in Canada. In 1948 was Thompson samen met Donald Ross de oprichters van de "American Society of Golf Course Architects", een vereniging om jonge golfbaanarchitecten zoals Robert Trent Jones op te leiden tot volwaardige architecten.
Thompson zelf was een goede amateurgolfer en won meermaals het Canadian Amateur Championship en had vier broers (Nicol, Frank, Mathew en Bill) die allemaal golfers waren in de jaren 1920. Vooral zijn broer, Nicol, was de enige van de familie die een golfprofessional werd en was lid van de Hamilton Golf & Country Club.
Tussen 1912 en 1953 verwezenlijkte Thompson 178 golfbanen, waarvan 144 in Canada, 26 in de Verenigde Staten, 4 in Brazilië, 2 in Colombië en 2 in Jamaica.
In 1953, tijdens een reis van Toronto naar Zuid-Amerika, overleed hij aan de gevolgen van aneurysma. In 1980 werd hij opgenomen in de "Canadian Golf Hall of Fame".